# Ostatni most (film)
Ostatni most (niem. Die letzte Brücke) – austriacko-jugosłowiański dramat wojenny z 1954 roku w reżyserii Helmuta Käutnera.

## Fabuła
Jugosławia podczas II wojny światowej. Niemiecka lekarka Helga zostaje uprowadzona przez partyzantów celem leczenia żołnierzy ich oddziału. Jest to dla niej moralny dylemat – z jednej strony jej zawodowym obowiązkiem jest niesienie pomocy rannym i chorym, z drugiej wie, że w ten sposób pomaga wrogowi. W końcu poczucie obowiązku bierze górę, jednak Helga przypłaca to życiem – ginie w jednej z potyczek na tytułowym moście rozdzielającym walczące strony.

## Obsada aktorska
- Maria Schell – Helga (niemiecka lekarka)
- Bernhard Wicki – Boro (dowódca oddziału partyzantów)
- Carl Möhner – feldwebel Berger
- Tilla Durieux – stara chłopka
- Fritz Eckhardt – Haslinger
- Robert Meyn – dr Rottsieper
- Horst Hächler – leutnant Scherer
- Pavle Mincić – Momcillo
- Janez Vrhoveć – partyzant Vlaho
- Barbara Rütting – partyzant Militza
- Zvonko Žungul – partyzant Sava
- Walter Regelsberger – żołnierz wywiadu
- Steffi Schwarz – siostra przełożona
- Franz Eichberger – góral
- Heinrich Einsiedel – góral

i in.

## Odbiór

### Świat
Ostatni most przyniósł jego jego reżyserowi Helmutowi Käutnerowi międzynarodowe uznanie i był jego wielkim sukcesem. Spotkał się z bardzo życzliwym przyjęciem krytyków. Bosley Crowther z The New York Times tuż po premierze pisał o nim jako o jednym z najważniejszych europejskich filmów o wojnie. Był nominowany do nagród w kilkunastu nagród świata filmu, m.in. na MFF w Cannes w 1954 roku.

### Polska
Film miał swoją premierę w Polsce jesienią 1956 roku. Obejrzało go niewiele ponad 700 tys. widzów co klasyfikowało go na odległym, sześćdziesiątym miejscu premier polskiego kina 1956 roku.
Bardzo spodobał się jednak krytykom. W wydaniu listopadowym tygodnik Film zamieścił na okładce kadr z filmu z Marią Schell oraz opublikował entuzjastyczną recenzję. Anna Przewłocka pisała w niej o znakomitym filmie. Chwaliła scenariusz (precyzyjnie stopniowana dramaturgia), kunszt reżyserii (doskonałe połączenie zarówno szczegółów jak i scen o charakterze epickim), aktorstwo Schell oraz zdjęcia. "Jest się czego uczyć u Käutnera" – kończyła swój wywód. Co ciekawe pisała o obrazie jako o filmie niemieckim. Inny polski krytyk – Jerzy Płażewski – uważał po latach, że film "wpłynął na losy sztuki filmowej w ogóle". Po kilkudziesięciu latach również świadomie określał obraz jako film niemiecki.
Po kilkudziesięciu latach od premiery obraz uznany został za jeden z niewielu ambitnych filmów niemieckojęzycznych tamtych lat. Również jako apel do ludzkości – ważny wkład w porozumienie narodów. Wskazywano na jego realizm, niepatetyczność i wiarygodność.
Sukces filmu się początkiem kariery dla Marii Schell.

## Plenery
Zdjęcia do filmu kręcono na terenie ówczesnej Jugosławii (Bośnia i Hercegowina), w Mostarze i dolinie Neretwy (Počitelj).

## Nagrody i nominacje
| Rok  | Nazwa/Wydarzenie          | Nagroda/Kategoria                 | Nominowany      | Rezultat  |
| ---- | ------------------------- | --------------------------------- | --------------- | --------- |
| 1954 | 7. MFF w Cannes           | Złota Palma                       | Helmut Käutner  | nominacja |
| 1954 | 7. MFF w Cannes           | Prix International                | Helmut Käutner  | nagroda   |
| 1954 | 7. MFF w Cannes           | Wyróżnienie Specjalne             | Maria Schell    | nagroda   |
| 1954 | 7. MFF w Cannes           | Nagroda OCIC                      | Helmut Käutner  | nagroda   |
| 1954 | Niemiecka Nagroda Filmowa | najlepsza reżyseria               | Helmut Käutner  | nagroda   |
| 1954 | Niemiecka Nagroda Filmowa | najlepszy aktor pierwszoplanowy   | Bernhard Wicki  | nominacja |
| 1954 | Niemiecka Nagroda Filmowa | najlepsza aktorka pierwszoplanowa | Maria Schell    | nominacja |
| 1954 | Niemiecka Nagroda Filmowa | najlepsza aktorka drugoplanowa    | Tilla Durieux   | nominacja |
| 1954 | Niemiecka Nagroda Filmowa | najlepsza aktorka drugoplanowa    | Barbara Rütting | nominacja |
| 1955 | Nagroda Jussi             | najlepsza aktorka zagraniczna     | Maria Schell    | nagroda   |
| 1954 | Bambi                     | najlepszy film                    | Helmut Käutner  | nagroda   |
| 1954 | Bambi                     | najlepsza aktorka                 | Maria Schell    | nagroda   |